# Paris mairei
Paris mairei là một loài thực vật có hoa trong họ Melanthiaceae. Loài này được H.Lév. miêu tả khoa học đầu tiên năm 1912.